# جوي سنايدر الثالث
جوي سنايدر الثالث (بالإنجليزية: Joey Snyder III)‏ هو لاعب غولف أمريكي، ولد في 7 يونيو 1973 في سبرينغفيل في الولايات المتحدة.

## وصلات خارجية
- جوي سنايدر الثالث على موقع رابطة لاعبي الغولف المحترفين (الإنجليزية)
- جوي سنايدر الثالث على موقع التصنيف العالمي الرسمي للغولف (الإنجليزية)